# Ardisia venosissima
Ardisia venosissima är en viveväxtart som först beskrevs av Hipólito Ruiz López och Pav., och fick sitt nu gällande namn av J. F. Macbride. Ardisia venosissima ingår i släktet Ardisia och familjen viveväxter. Inga underarter finns listade i Catalogue of Life.